# Robert Adam (Architekt)

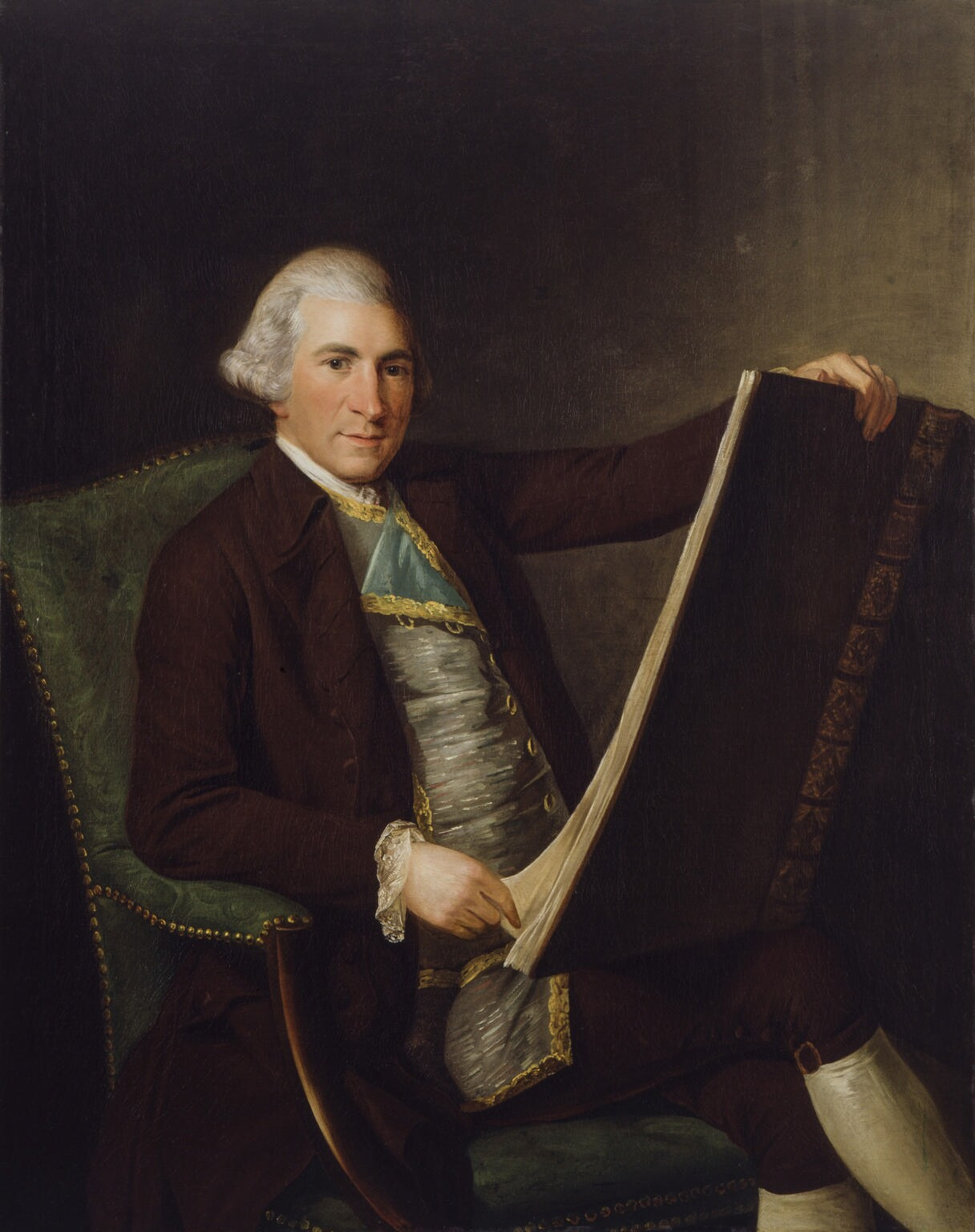
Robert Adam

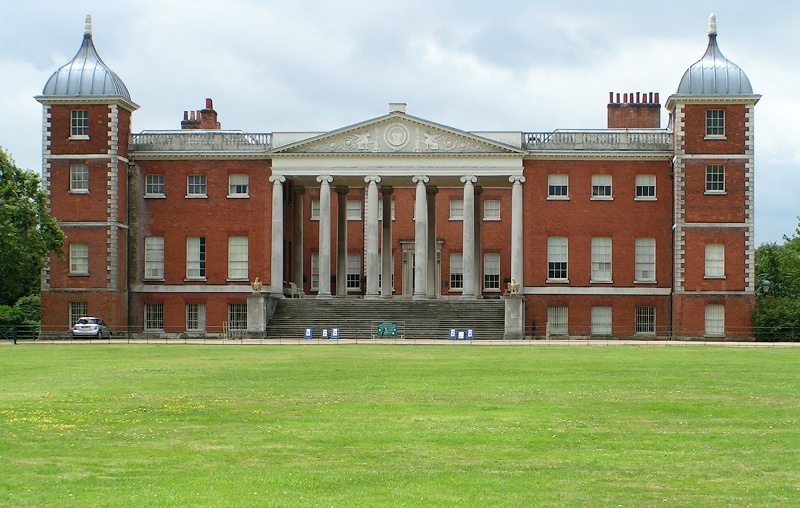
Osterley Park, London

Robert Adam, FRSA, FRS (* 3. Juli 1728 in Kirkcaldy, Schottland; † 3. März 1792 in London) war ein schottischer Architekt, Innenarchitekt und Möbeldesigner; er gilt als Vater des britischen Klassizismus und Hauptvertreter des Adamstils.

## Leben
Robert Adam war Sohn des führenden schottischen Architekten William Adam (1689–1748); die Architekten John (1721–1792) und James Adam (1732–1794) waren seine Brüder.
Von 1754 bis 1758 hielt er sich in Italien auf und studierte antike Monumente (v. a. aus der Kaiserzeit), und im Jahr 1757 am Diokletianspalast in Split, über den er wenige Jahre später ein Buch herausgab. Er befreundete sich mit Giovanni Battista Piranesi und nahm den Architekturzeichner Charles-Louis Clérisseau in seinen Dienst. Er studierte und benutzte die Publikationen von Robert Wood über Baalbek und Palmyra. Daraus ergab sich die Verschmelzung antiker mit englischen Bautraditionen. Nach der Palladianistengeneration um Colen Campbell († 1729) und Richard Boyle, 3. Earl of Burlington († 1753) ging er damit direkt auf die Antike zurück. Ab 1758 war er in London. Er baute die Universität Edinburgh und zahlreiche Häuser in London sowie vor allem Herrenhäuser wie Saltram House in Plympton bei Plymouth.
Um 1770 beauftragte ihn Philip Stanhope, 4. Earl of Chesterfield, ein Sofa zu entwerfen, das einen aufrechten Sitz und dennoch größte Bequemlichkeit bietet. Diese Chesterfield-Sitzmöbel sind noch heute weit verbreitet.
Der Kunsthistoriker Nikolaus Pevsner schrieb über ihn: „Sein Werk steht zwischen einem malerischen Klassizismus und einer klassisch verhaltenen Neugotik. Seine Arbeiten haben die Haltung ungezwungenen Anstands, unpedantischer Gelehrsamkeit und unauffälligen Wohlstands, eben der kultivierten Welt seiner Auftraggeber. Da er empfand, daß es weder gesittet noch klug sei, bestehende Traditionen zu brechen, schuf er einen klassizistischen Stil, der graziöser und auf heitere Art eleganter war, als jener der Anhänger des Palladianismus, die ihm vorausgingen, oder der Anhänger des Greek Revival, die auf ihn folgten.“
In den Jahren 1773–79 publizierte er seine Bauten in einem Foliowerk.

## Ehrungen
In den Jahren zwischen 1761 und 1769 war Robert Adam Architect of the King's Works. Im Jahr 1788 wurde er zum Fellow der Royal Society of Edinburgh gewählt.
Im Sir John Soane’s Museum in London befinden sich ca. 8000 großformatige Entwurfszeichnungen von ihm.

## Sonstiges
Im Jahr 2014 wurde der Asteroid (6461) Adam nach ihm benannt.

## Wichtige Bauten

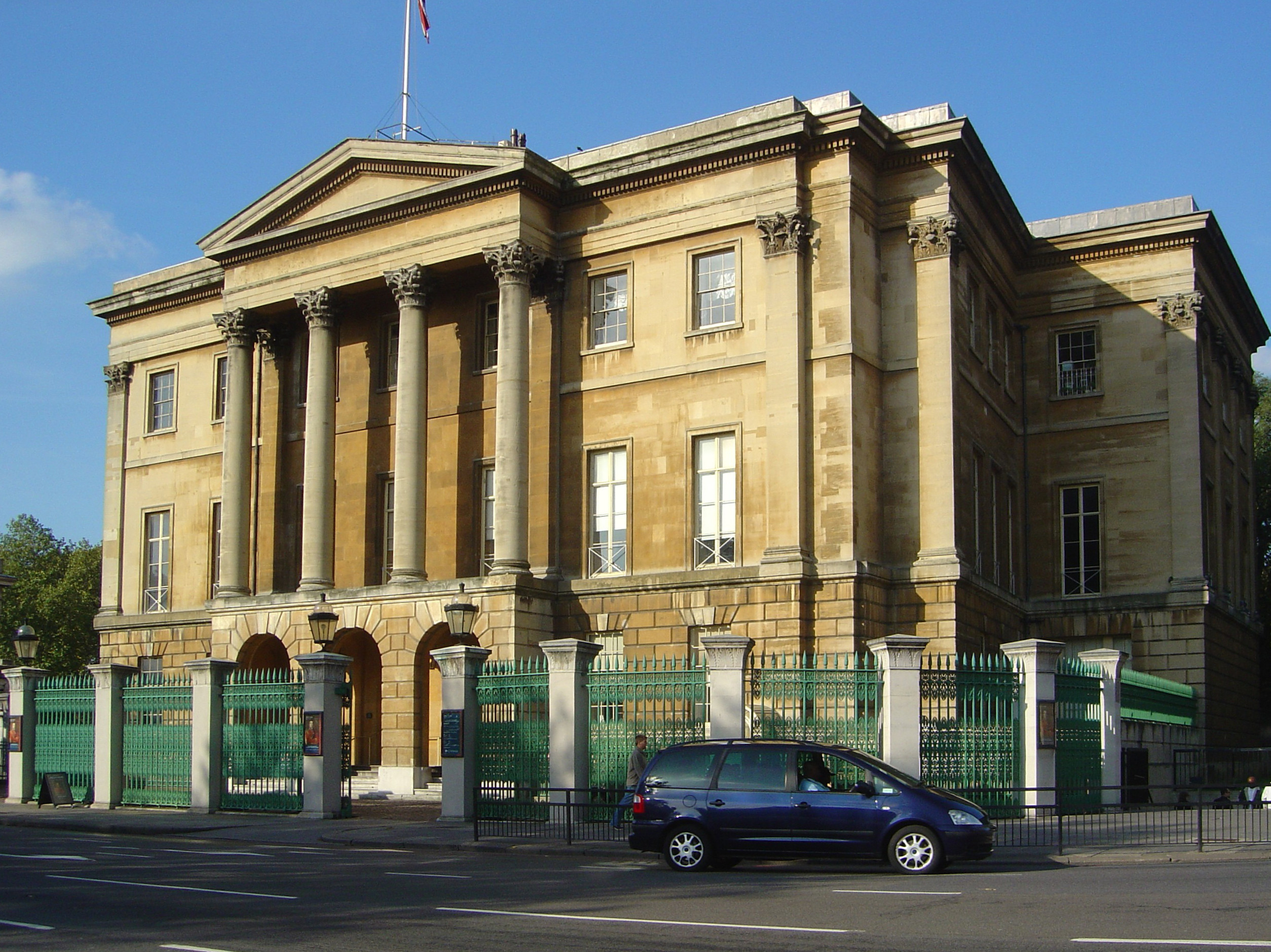
Apsley House
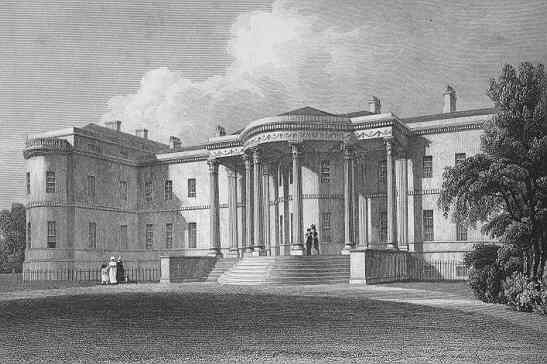
Luton Hoo
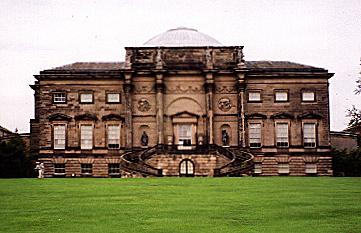
Kedleston Hall
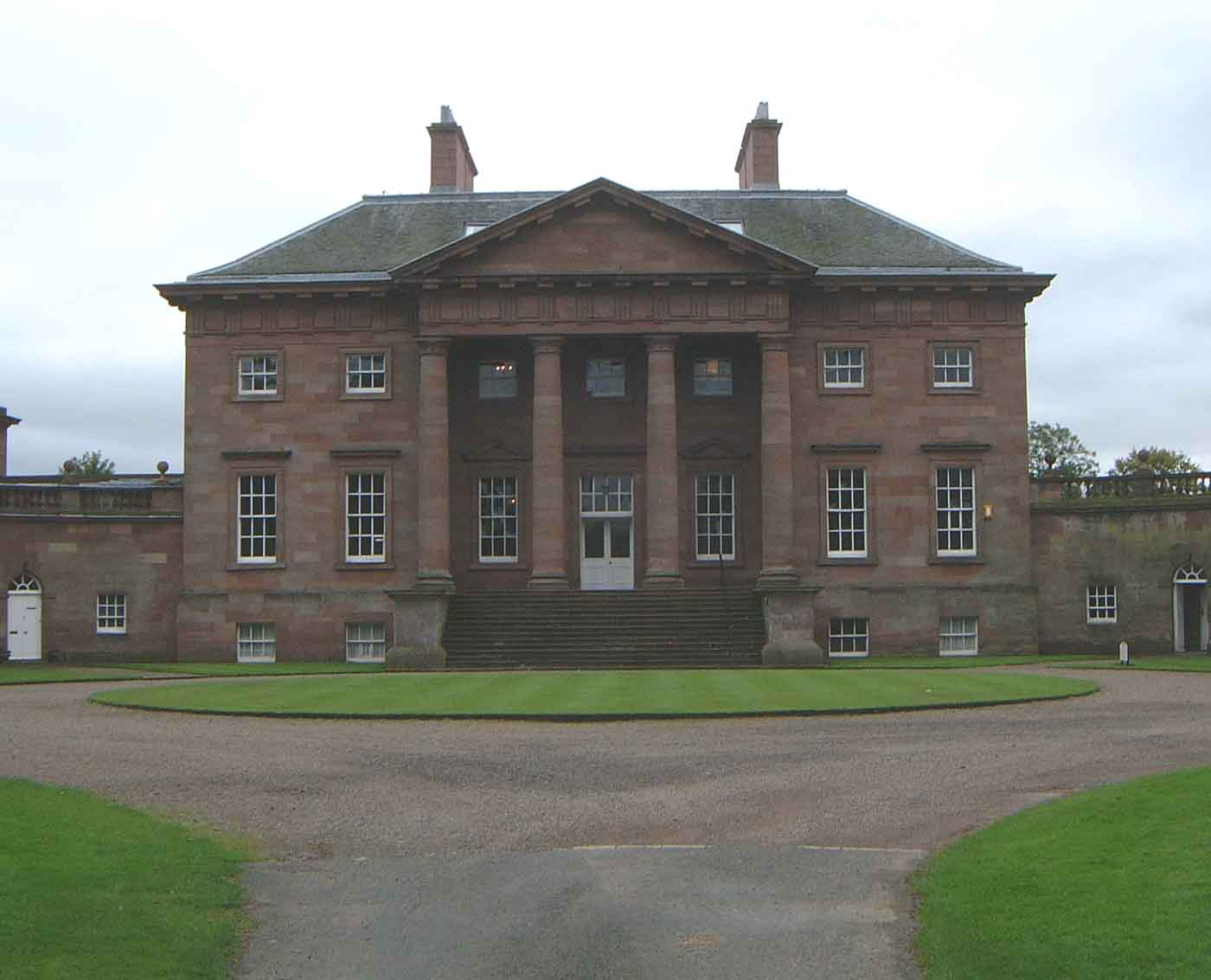
Paxton House
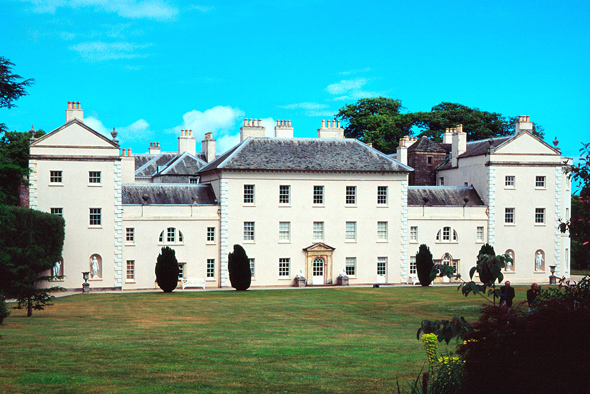
Saltram House

- Apsley House, London (1778)
- Bowood House, Wiltshire
- Charlotte Square (Nordseite), Edinburgh (1791)
- Culzean Castle, Maybole, Ayrshire Schottland (1792 ff.)
- Edinburgh University Old College
- Glasgow Royal Infirmary, Glasgow, Schottland (1792); den Bau beendete Roberts Bruder James
- Home House, London (1777–1784)
- Kedleston Hall, Derby (1759–1765)
- Kenwood House, Hampstead, London (1768)
- Luton Hoo, Bedfordshire (1766–1770)
- Mistley Towers
- Osterley Park, London (1761–1780)
- Paxton House, Berwick-upon-Tweed (1758)
- Pulteney Bridge, Bath (1770)
- Saltram House, Plympton bei Plymouth
- Shardeloes Inneneinrichtung, Buckinghamshire (1761)
- Syon House Inneneinrichtung, Brentford (1762–1769)